# Eugénio de Württemberg (1846–1877)
Guilherme Eugénio Augusto Jorge de Württemberg (em alemão:Wilhelm Eugen August Georg von Württemberg), (20 de agosto de 1846 - 27 de janeiro de 1877) foi um nobre alemão e oficial no exército de Württemberg.

## Primeiros anos e família
O duque Eugénio nasceu em Buckeburgo, Schaumburg-Lippe, sendo o segundo filho do duque Eugénio Guilherme de Württemberg e da sua esposa, a princesa Matilde de Schaumburg-Lippe. Eugénio cresceu em Carlsruhe, na Silésia e estudou na Universidade de Tubinga.

## Carreira militar
Em 1866, Eugénio juntou-se ao exército de Württemberg na categoria de tenente. Participou nas Guerra Austro-Prussiana com o 3.º Regimento da Cavalaria.
Regressado da guerra em Setembro de 1866, Eugénio deixou o serviço militar até 1870 para terminar os seus estudos e viveu durante algum tempo em Paris. Na companhia do seu tio, o duque Guilherme de Württemberg, viajou para os Estados Unidos entre Julho de 1868 e Janeiro de 1869.
Durante a Guerra Franco-Prussiana de 1870-71, Eugénio lutou como tenente nas Batalhas de Mezieres, Chevilly, Mont Mesly e Villiers. Em 1871, tornou-se capitão, em 1872 tornou-se o 19,º Uhlans "rei Guilherme I". Em 1874, foi nomeado major e em 1876 oficial de apoio. Em Dezembro de 1876, como líder de esquadrão, Eugénio passou para o Segundo Regimento de Hussardos da Vestefália, N.º 11, em Dusseldorf.

## Casamento e descendência
O duque Eugénio foi escolhido pelo rei Carlos I de Württemberg, seu parente distante, para se casar com a sobrinha dele, a grã-duquesa Vera Constantinovna da Rússia, que era também sua filha adoptiva. O casamento foi celebrado a 8 de Maio de 1874 em Estugarda. Vera era filha do grão-duque Constantino Nikolaevich da Rússia e da princesa Alexandra de Saxe-Altenburg.
O casal teve três filhos:
1. Carlos Eugénio de Württemberg (8 de abril de 1875 – 11 de novembro de 1875), morreu aos sete meses de idade.
2. Elsa de Württemberg (1 de março de 1876 – 27 de maio de 1936), casada com o príncipe Alberto de Schaumburg-Lippe; com descendência.
3. Olga de Württemberg (1 de março de 1876 – 21 de outubro de 1932), casada com o príncipe Maximiliano de Schaumburg-Lippe; com descendência.

## Morte
Eugénio morreu de doença súbita aos trinta anos de idade. Foi enterrado na Igreja do Castelo em Estugarda. Quando morreu, Eugénio estava em segundo lugar na linha de sucessão ao trono, a seguir ao príncipe Guilherme, que se tornaria o rei Guilherme II de Württemberg.

## Genealogia
| Eugénio de Württemberg | Pai: Eugénio Guilherme de Württemberg | Avô paterno: Eugénio de Württemberg                        | Bisavô paterno: Eugénio Frederico de Württemberg       |
| Eugénio de Württemberg | Pai: Eugénio Guilherme de Württemberg | Avô paterno: Eugénio de Württemberg                        | Bisavó paterna: Luísa de Stolberg-Gedern               |
| Eugénio de Württemberg | Pai: Eugénio Guilherme de Württemberg | Avó paterna: Matilde de Waldeck e Pyrmont                  | Bisavô paterno: Jorge I, Príncipe de Waldeck e Pyrmont |
| Eugénio de Württemberg | Pai: Eugénio Guilherme de Württemberg | Avó paterna: Matilde de Waldeck e Pyrmont                  | Bisavó paterna: Augusta de Schwarzburg-Sondershausen   |
| Eugénio de Württemberg | Mãe: Matilde de Schaumburg-Lippe      | Avô materno: Jorge Guilherme, Príncipe de Schaumburg-Lippe | Bisavô materno: Filipe II, Conde de Schaumburg-Lippe   |
| Eugénio de Württemberg | Mãe: Matilde de Schaumburg-Lippe      | Avô materno: Jorge Guilherme, Príncipe de Schaumburg-Lippe | Bisavó materna: Juliana de Hesse-Philippsthal          |
| Eugénio de Württemberg | Mãe: Matilde de Schaumburg-Lippe      | Avó materna: Ida de Waldeck e Pyrmont                      | Bisavô materno: Jorge I, Príncipe de Waldeck e Pyrmont |
| Eugénio de Württemberg | Mãe: Matilde de Schaumburg-Lippe      | Avó materna: Ida de Waldeck e Pyrmont                      | Bisavó materna: Augusta de Schwarzburg-Sondershausen   |